# Kiss Unplugged
Kiss Unplugged es un álbum de la banda de hard rock americana, Kiss, lanzado en 1996, que documenta la actuación del grupo en el ciclo "MTV Unplugged" del año anterior. 
El 8 de agosto de 1995, Kiss realizó una presentación en forma de Unplugged, que los fanáticos consideraron un concierto histórico. Paul Stanley y Gene Simmons invitaron a los miembros anteriores Peter Criss y Ace Frehley a participar en el evento. La reacción de los fanes a Criss y Frehley fue tan positiva que, en 1996, la banda original se reunió, con todos los cuatro miembros originales juntos por primera vez desde 1980. 
Fue certificado disco de oro el 18 de octubre de 1996, cuando vendió 500 000 copias.

## Lista de canciones
1. "Comin' home" (Ace Frehley, Paul Stanley) – 2:51
  - Líder vocal - Paul Stanley
2. "Plaster caster" (Gene Simmons) – 3:17
  - Líder vocal - Gene Simmons
3. "Goin' blind" (Gene Simmons, Stephen Coronel) – 3:37
  - Líder vocal - Gene Simmons
4. "Do you love me" (Paul Stanley, Bob Ezrin) – 3:13
  - Líder vocal - Paul Stanley
5. "Domino" (Gene Simmons) – 3:46
  - Líder vocal - Gene Simmons
6. "Sure know something" (Paul Stanley, Poncia) – 4:14
  - Líder vocal - Paul Stanley
7. "A world without heroes" (Gene Simmons, Paul Stanley, Reed, Bob Ezrin) – 2:57
  - Líder vocal - Gene Simmons
8. "Rock bottom" (Ace Frehley, Paul Stanley) – 3:20
  - Líder vocal - Paul Stanley
9. "See you tonight" (Gene Simmons) – 2:51
  - Líder vocal - Gene Simmons
10. "I still love you" (Paul Stanley, Vinnie Vincent) – 6:09
  - Líder vocal - Paul Stanley
11. "Every time a look at you" (Paul Stanley, Bob Ezrin) – 4:43
  - Líder vocal - Paul Stanley
12. "2,000 man" (Mick Jagger, Keith Richards) – 5:12
  - Líder vocal - Ace Frehley
13. "Beth" (Peter Criss, Penridge) – 2:50
  - Líder vocal - Peter Criss
14. "Nothin' to lose" (Gene Simmons) – 3:42
  - Líder vocal - Eric Singer & Peter Criss
15. "Rock and Roll all nite" (Paul Stanley, Gene Simmons) – 4:20
  - Líder vocal - Gene Simmons, Ace Frehley & Peter Criss
16. "Got to choose" (Paul Stanley) (Versión Japonesa) – 4:01
  - Líder vocal - Paul Stanley
17. "Hard luck woman" (Paul Stanley) (Versión Japonesa) – 3:31
  - Líder vocal - Paul Stanley

## Personal
- Paul Stanley: Guitarra acústica Rítmica, líder vocal & coros, Solo En (A World Without Heroes)
- Gene Simmons: Bajo acústico, líder vocal & coros
- Bruce Kulick: Guitarra acústica Líder, Segundo Solo (En Nothin´To Lose y Rock And Roll All Nite) (En 1-11, 14-15)
- Eric Singer: Batería, líder vocal (en Nothin' To Lose) & coros (En 1-11, 14-15)

Con
- Ace Frehley: Guitarra acústica Líder (En 12 - 15), Primer Solo (En Nothin´To Lose y Rock And Roll All Nite), líder vocal (en 2,000 Man & Rock And Roll All Nite") & coros
- Peter Criss: Batería (En 12-15), líder vocal (en Beth, Nothin' To Lose & Rock And Roll All Nite) & coros
- Phillip Ashley: Piano en 11

- Datos: Q1508249